# Gadegast
Gadegast è una frazione della città tedesca di Zahna-Elster.